# Саламатина, Светлана Валерьевна
Светлана Валерьевна Саламатина (родилась 29 апреля 1993) — российская хоккеистка на траве, защитница казанского клуба «Динамо-Гипронииавиапром» и женской сборной России. Мастер спорта России.

## Биография
В хоккее на траве с 9 лет. Воспитанница школы клуба «Дончанка» (Волгодонск). Первый тренер — Михаил Пеньков. Трижды чемпионка России в составе клуба, выступала в 2013 году на молодёжном чемпионате мира в Германии (15-е место и вылет в низший дивизион) и Универсиаде в Казани (серебряный призёр, отметилась голом в игре против сборной Белоруссии). За «Дончанку» в 22 играх отличилась 5 раз.
Позже Светлана перешла в клуб «Динамо-ГАП» из Казани, а «Дончанка» получила компенсацию в размере 250 тысяч рублей. В 2018 году отличилась в игре против бывшего клуба — первом матче второго круга чемпионата России. В 72 играх за казанскую команду забила 7 мячей. В активе Саламатиной также 10 игр за сборную России и первое с 2009 года выступление женской сборной на чемпионате Европы (7-е место). Сыграла все 5 матчей, получила одну зелёную карточку.
Отмечена Почётной грамотой Президента Российской Федерации за высокие спортивные достижения на XXVII Всемирной летней универсиаде 2013 года в городе Казани.